# Банатско Вишњићево
Банатско Вишњићево је насеље у општини Житиште, у Средњобанатском управном округу, у Србији. Према попису из 2022. било је 148 становника.

## Географске одлике
Банатско Вишњићево је изграђено поред пута Крајишник — Житиште. Налази се на 79 m надморске висине на терену који је угрожен подземним водама.

## Демографија
У насељу Банатско Вишњићево живи 319 пунолетних становника, а просечна старост становништва износи 45,8 година (44,0 код мушкараца и 47,4 код жена). У насељу има 148 домаћинстава, а просечан број чланова по домаћинству је 2,59.
Ово насеље је великим делом насељено Србима (према попису из 2002. године), а у последња четири пописа, примећен је пад у броју становника.
|  |

| Демографија | Демографија | Демографија |
| Година      | Становника  | Становника  |
| ----------- | ----------- | ----------- |
| 1948.       | 662         |             |
| 1953.       | 682         |             |
| 1961.       | 677         |             |
| 1971.       | 577         |             |
| 1981.       | 458         |             |
| 1991.       | 391         | 391         |
| 2002.       | 384         | 384         |
| 2011.       | 248         |             |

| Етнички састав према попису из 2002.‍ | Етнички састав према попису из 2002.‍ | Етнички састав према попису из 2002.‍ | Етнички састав према попису из 2002.‍ | Етнички састав према попису из 2002.‍ |
| ------------------------------------ | ------------------------------------ | ------------------------------------ | ------------------------------------ | ------------------------------------ |
|                                      |                                      |                                      |                                      |                                      |
| Срби                                 | Срби                                 |                                      | 362                                  | 94,27%                               |
| Црногорци                            | Црногорци                            |                                      | 3                                    | 0,78%                                |
| Југословени                          | Југословени                          |                                      | 3                                    | 0,78%                                |
| Румуни                               | Румуни                               |                                      | 2                                    | 0,52%                                |
| Хрвати                               | Хрвати                               |                                      | 1                                    | 0,26%                                |
| Мађари                               | Мађари                               |                                      | 1                                    | 0,26%                                |
| непознато                            | непознато                            |                                      | 10                                   | 2,60%                                |

| Година пописа     | 1948. | 1953. | 1961. | 1971. | 1981. | 1991. | 2002. |
| ----------------- | ----- | ----- | ----- | ----- | ----- | ----- | ----- |
| Број домаћинстава | 142   | 145   | 165   | 157   | 142   | 135   | 148   |

| Број чланова      | 1  | 2  | 3  | 4  | 5 | 6 | 7 | 8 | 9 | 10 и више | Просек |
| ----------------- | -- | -- | -- | -- | - | - | - | - | - | --------- | ------ |
| Број домаћинстава | 37 | 47 | 25 | 25 | 8 | 5 | 0 | 1 | 0 | 0         | 2,59   |

| Пол    | Укупно | Неожењен/Неудата | Ожењен/Удата | Удовац/Удовица | Разведен/Разведена | Непознато |
| ------ | ------ | ---------------- | ------------ | -------------- | ------------------ | --------- |
| Мушки  | 158    | 45               | 101          | 9              | 3                  | 0         |
| Женски | 174    | 30               | 97           | 42             | 5                  | 0         |
| УКУПНО | 332    | 75               | 198          | 51             | 8                  | 0         |

| Пол    | Укупно                    | Пољопривреда, лов и шумарство | Рибарство                            | Вађење руде и камена | Прерађивачка индустрија       |
| ------ | ------------------------- | ----------------------------- | ------------------------------------ | -------------------- | ----------------------------- |
| Мушки  | 111                       | 73                            | 0                                    | 0                    | 14                            |
| Женски | 81                        | 52                            | 0                                    | 0                    | 16                            |
| УКУПНО | 192                       | 125                           | 0                                    | 0                    | 30                            |
| Пол    | Производња и снабдевање   | Грађевинарство                | Трговина                             | Хотели и ресторани   | Саобраћај, складиштење и везе |
| Мушки  | 0                         | 1                             | 1                                    | 2                    | 10                            |
| Женски | 0                         | 0                             | 2                                    | 0                    | 1                             |
| УКУПНО | 0                         | 1                             | 3                                    | 2                    | 11                            |
| Пол    | Финансијско посредовање   | Некретнине                    | Државна управа и одбрана             | Образовање           | Здравствени и социјални рад   |
| Мушки  | 0                         | 0                             | 5                                    | 2                    | 1                             |
| Женски | 0                         | 0                             | 0                                    | 5                    | 4                             |
| УКУПНО | 0                         | 0                             | 5                                    | 7                    | 5                             |
| Пол    | Остале услужне активности | Приватна домаћинства          | Екстериторијалне организације и тела | Непознато            | Непознато                     |
| Мушки  | 1                         | 0                             | 0                                    | 1                    | 1                             |
| Женски | 1                         | 0                             | 0                                    | 0                    | 0                             |
| УКУПНО | 2                         | 0                             | 0                                    | 1                    | 1                             |